# Перелік кавалерів Хреста Симона Петлюри (Ф)
Ця сторінка — інформаційний реєстр. Див. також основні статті: Хрест Симона Петлюри та Перелік кавалерів Хреста Симона Петлюри.
В алфавітному порядку представлені всі відомі кавалери Хреста Симона Петлюри, чиї прізвища починаються з літери «Ф». 
| № | Фото | Ім'я                       | Дата народження | Місце народження                                 | Дата смерті    | Місце смерті        | Звання           | Підрозділ                     | № ордена |
| - | ---- | -------------------------- | --------------- | ------------------------------------------------ | -------------- | ------------------- | ---------------- | ----------------------------- | -------- |
| 1 |      | Филонович Василь Захарович | 25 червня 1901  | с. Рогізне, Білопільський район, Сумська область | 3 червня 1987  | м. Міннеаполіс, США | Генерал-хорунжий |                               |          |
| 2 |      | Франчук Петро              | 15 січня 1894   | Київ                                             | 22 червня 1977 | Нотінгем, Англія    | Підпоручник      | Кінний полк Чорних Запорожців |          |